# Варезе
Варезе (итал. Varese) је важан град у северној Италији. Град је средиште истоименог округа Варезе у оквиру италијанске покрајине Ломбардија.

## Географија
Варезе се налази 50 км северозападно од Милана. Град се смести оу невеликој котлини у области јужног подножја Алпа, близу крајњег северозапада Падске низије. Близу града налази се истоимено језеро Варезе.
| Клима (Варезе)             | Клима (Варезе) | Клима (Варезе) | Клима (Варезе) | Клима (Варезе) | Клима (Варезе) | Клима (Варезе) | Клима (Варезе) | Клима (Варезе) | Клима (Варезе) | Клима (Варезе) | Клима (Варезе) | Клима (Варезе) | Клима (Варезе)   |
| Показатељ \ Месец          | .Јан.          | .Феб.          | .Мар.          | .Апр.          | .Мај.          | .Јун.          | .Јул.          | .Авг.          | .Сеп.          | .Окт.          | .Нов.          | .Дец.          | .Год.            |
| -------------------------- | -------------- | -------------- | -------------- | -------------- | -------------- | -------------- | -------------- | -------------- | -------------- | -------------- | -------------- | -------------- | ---------------- |
| Средњи максимум, °C (°F)   | 6,1 (43)       | 8,6 (47,5)     | 13,1 (55,6)    | 17,0 (62,6)    | 21,3 (70,3)    | 25,5 (77,9)    | 28,6 (83,5)    | 27,6 (81,7)    | 24,0 (75,2)    | 18,2 (64,8)    | 11,2 (52,2)    | 6,9 (44,4)     | 28,6 (83,5)      |
| Средњи минимум, °C (°F)    | −4,4 (24,1)    | −2,5 (27,5)    | 0,4 (32,7)     | 4,3 (39,7)     | 9,0 (48,2)     | 12,6 (54,7)    | 15,3 (59,5)    | 14,8 (58,6)    | 11,5 (52,7)    | 6,4 (43,5)     | 0,7 (33,3)     | −3,6 (25,5)    | −4,4 (24,1)      |
| Количина падавина, mm (in) | 67,5 (26,57)   | 77,1 (30,35)   | 99,7 (39,25)   | 106,3 (41,85)  | 132,0 (51,97)  | 93,3 (36,73)   | 66,8 (26,3)    | 97,5 (38,39)   | 73,2 (28,82)   | 107,4 (42,28)  | 106,3 (41,85)  | 54,6 (21,5)    | 1.081,7 (425,86) |
| [ тражи се извор ]         |                |                |                |                |                |                |                |                |                |                |                |                |                  |

## Становништво
Према резултатима пописа становништва 2011. у општини је живело 79.793 становника.
| 1931.  | 1936.  | 1951.  | 1961.  | 1971.  | 1981.  | 1991.  | 2001.  | 2011.  |
| ------ | ------ | ------ | ------ | ------ | ------ | ------ | ------ | ------ |
| 38.858 | 41.869 | 53.115 | 66.963 | 83.239 | 90.527 | 85.687 | 80.511 | 79.793 |

Варезе данас има преко 80.000 становника, махом Италијана. Међутим, градско подручје је много веће и преко јужно положених предграђа град Варезе се везује за Милано. Током протеклих деценија у град се доселило много досељеника из иностранства, највише са Балкана.

## Галерија
- Палата Естензе у околини града
- Детаљ из градског језгра
- Језеро Варезе

## Градови побратими
- Ромен сир Изер
- Алба Јулија
- Тунглинг